# Kina ved sommer-OL 1952
Kina deltog ved Sommer-OL 1952 i Helsinki som blev arrangeret i perioden 19. juli til 3. august 1952.

## Medaljer
| 1952 Helsinki | Guld | Sølv | Bronze | Totalt |
| Kina          | 0    | 0    | 0      | 0      |